# Pierre le matelot
Pour plus de détails, voir Fiche technique et Distribution.
Pierre le matelot (titre original Peter der Matrose) est un film allemand réalisé par Reinhold Schünzel, sorti en 1929.

## Synopsis
Peter Sturz, qui menait une vie tranquille et bourgeoise, décide de disparaître pour oublier ses déboires après avoir été trompé et ruiné par la femme qu'il aime. Il s'engage comme matelot et prend la mer.

## Fiche technique
- Titre original : Peter der Matrose
- Titre français : Pierre le matelot
- Réalisation : Reinhold Schünzel
- Scénario : Heinz Gordon, Georg C. Klaren
- Photographie : Frederik Fuglsang
- Direction artistique : Leopold Blonder
- Pays d'origine : République de Weimar
- Langue : Allemand
- Producteur : Reinhold Schünzel
- Sociétés de production : Reinhold Schünzel Film
- Distribution : Süd-Film
- Format : Noir et blanc — 35 mm — 1,33:1 — Son : Muet
- Genre : Comédie dramatique
- Durée : 70 minutes (1 h 10)
- Date de sortie :
  - République de Weimar : 14 mai 1929

## Distribution
- Reinhold Schünzel : Peter Sturz
- Renate Müller : Victoria
- Hans Heinrich von Twardowski : Adolf Angel
- Allan Durant : Herbert Röder
- Rudolf Biebrach : Martin